# 聖書批評学
聖書批評学(せいしょひひょうがく)、聖書批判は本文批評の主に保守派による呼び方である。
文書について、その本文を、文学的、資料、筆者、成立年代、執筆の意図、構成、文体などを確定する作業である。18世紀以降のヨーロッパで、合理主義精神の元で、その手法が新約聖書と旧約聖書の研究に適用されるようになった。下層批評（本文批評）と上層批評（歴史・文献批評）からなる。